# Sven Nyström (jurist)
Sven Martin Nyström, född den 11 februari 1894 i Stockholm, död där den 7 januari 1972, var en svensk jurist.
Nyström avlade studentexamen 1912 och juris kandidatexamen 1918. Efter tingstjänstgöring i Ångermanlands mellersta och Gällivare domsagor 1919–1922 började han sistnämnda år tjänstgöra i Svea hovrätt, där han blev adjungerad ledamot 1925, assessor 1926, fiskal 1930 och hovrättsråd 1933. Nyström var revisionssekreterare 1936, häradshövding i Västerbottens norra domsaga 1936–1948, i Stockholms läns västra domsaga 1949–1951, och lagman i Svea hovrätt 1951–1959. Han började bedriva advokatverksamhet 1959 och blev ledamot av Sveriges advokatsamfund 1962. Nyström blev riddare av Nordstjärneorden 1936 och kommendör av samma orden 1952. Han vilar på Bromma kyrkogård.